# Psoleas
Psoleas (altgriechisch Πσολεας, ΠΣΟΛΕΑΣ) ist der vermutete Name eines antiken attischen Töpfers, der in der Mitte des 6. Jahrhunderts v. Chr. wirkte.
Der Name ist einzig durch die nicht gesicherte Lesung einer fragmentierten Signatur auf einem Fragment einer Sianaschale bekannt, das im schwarzfigurigen Stil bemalt wurde. John D. Beazley schlug eine Ergänzung der erhaltene Signatur […]ΟΛΕΑΣ EΠ[…] zu ΠΣΟΛΕΑΣ EΠOIEI vor. Der Altphilologe Cornelis Jord Ruijgh schlug 1983 eine Lesung als ΒΟΛΕΑΣ, Bouleas vor. Für Ruijghs Vorschlag spricht die Häufigkeit des Namens Bouleas in der Lebenszeit des Töpfers.
Das Schalenfragment wird um das Jahr 560 v. Chr. datiert. Es wurde 1937 bei den amerikanischen Grabungen auf der Agora von Athen gefunden und gehört heute zur Sammlung des Agora-Museums (Inventarnummer P 10203).